# 810

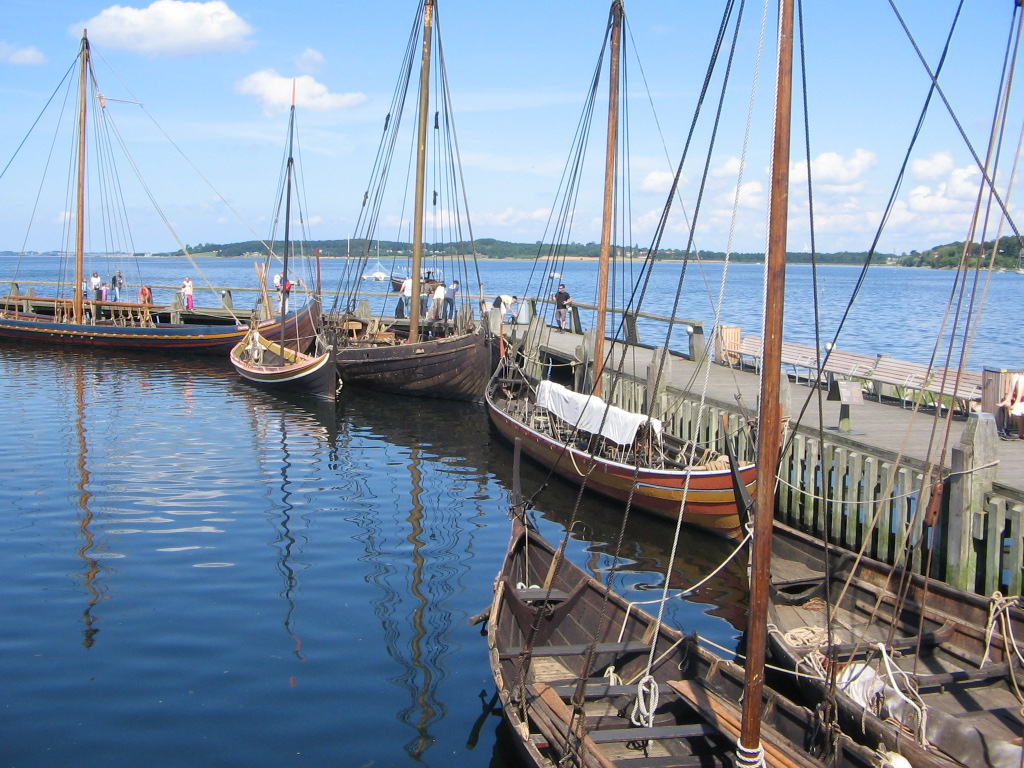
Nagebouwde Vikingschepen, aangemeerd bij het Vikingschipmuseum van Roskilde

Het jaar 810 is het 10e jaar in de 9e eeuw volgens de christelijke jaartelling.

## Gebeurtenissen

### Europa
- Koning Pepijn van Italië, een zoon van Karel de Grote, belegert Venetië zes maanden lang, zonder succes. Hij onderwerpt Istrië en verovert de Byzantijnse steden aan de Dalmatische kust. Pepijn overlijdt aan een ziekte, vermoedelijk malaria, en wordt opgevolgd door zijn onwettige zoon Bernhard als koning van Italië.
- Juli - Koning Gudfred van Denemarken voert met een Vikingvloot (200 schepen) een plunderveldtocht langs de Friese kust en dwingt de Friezen schatting te betalen. Hij maakt plannen voor een strafexpeditie naar Aken, maar wordt vermoord door húskarls, de lijfwacht van Gudfred.
- Karel de Grote stationeert Frankische vlooteenheden in Boulogne en Gent om zich te verdedigen tegen aanvallen van de Vikingen. In Ingelheim (huidige Duitsland), gelegen aan de rivier de Rijn, laat Karel een paleis bouwen. Dit gegeven komt voor in het contemporaine ridderverhaal Karel ende Elegast.

### Arabië
- Al-Chwarizmi, Perzisch geleerde en astroloog, begint rond dit jaar boeken over rekenkundige en wiskundige vergelijkingen te schrijven. Hij geldt als de bedenker van de algebra (al-djabr).

### Meso-Amerika
- Tikal, een van de grootste steden van de Maya's in Centraal-Amerika (huidige Guatemala), wordt rond dit jaar getroffen door een periode van droogte die 9 jaar duurt.

## Religie
- 18 oktober - Karel de Grote benoemt Walcand tot bisschop van Luik.
- Eerste vermelding van Lanaken als Ludinaca (huidige België).

## Geboren
- Al-Boekhari, Perzisch schriftgeleerde (overleden 870)
- Eberhard van Friuli, Frankisch edelman (waarschijnlijke datum)
- Halfdan de Zwarte, koning van Noorwegen (waarschijnlijke datum)
- Johannes Scotus, Iers filosoof (overleden 877)
- Kassia, Byzantijns hymnendichteres (waarschijnlijke datum)
- Kenneth I, koning van Schotland (waarschijnlijke datum)
- Ninmyō, keizer van Japan (overleden 850)
- Sunifried, Frankisch edelman (waarschijnlijke datum)
- Theodora II, keizerin van het Byzantijnse Rijk (waarschijnlijke datum)
- Xuān Zong, keizer van het Chinese Keizerrijk (overleden 859)

## Overleden
- Aboe Noewas, Arabisch dichter (waarschijnlijke datum)
- Abul-Abbas, witte olifant geschonken aan Karel de Grote
- Gerbaldus, Frankisch bisschop
- Gisela (53), Frankisch abdis
- Gudfred, koning van Denemarken
- 8 juli - Pepijn van Italië (33), zoon van Karel de Grote
- Rotrudis (35), dochter van Karel de Grote